# William Grebe
Pour les articles homonymes, voir Grebe.
William F. Grebe, né le 9 mars 1869 à Chicago et mort le 29 juin 1960 dans la même ville, est un escrimeur américain.
Grebe participe aux Jeux olympiques de 1904 et concourt dans deux épreuves, le sabre et le bâton. Il remporte la médaille d'argent au sabre et la médaille de bronze au bâton. Il dispute aussi l'épreuve du fleuret, mais il est éliminé au premier tour.
En 1906 il remporte le championnat des États-Unis à l'épée. Il s'inscrit de nouveau à l'épée en 1910 et 1912 mais est éliminé les deux fois au premier tour.
La médaille d'argent de Grebe au sabre est la seule médaille américaine au sabre avant celle en bronze de Peter Westbrook en 1984 puis celle en argent de Daryl Homer en 2016. Les USA n'ont jamais remporté de médaille d'or olympique au sabre masculin.

## Palmarès
- Jeux olympiques
  -  Médaille d'argent au sabre individuel aux Jeux olympiques de 1904 à Saint-Louis
  -  Médaille de bronze au bâton aux Jeux olympiques de 1904 à Saint-Louis

## Source
- (en) Nick Evangelista, The Encyclopedia of the Sword, Greenwood Press, 1995, 720 p. (ISBN 978-0-313-27896-9, lire en ligne), p. 606.